# ۱۳۵ (پیش از میلاد)
۱۳۵ (پیش از میلاد) ۱۳۵مین سال قبل از تقویم میلادی است.